# Alex Spillum
Alex Spillum (* 20. März 1999 in Chanhassen, Minnesota) ist ein US-amerikanischer American-Football-Spieler auf der Position des Safety. Seit der Saison 2023 steht er bei Berlin Thunder in der European League of Football (ELF) unter Vertrag.

## Karriere

### Jugend und College
Spillum spielte in seiner Heimatstadt an der Chanhassen High School zunächst als Safety und Wide Receiver sowie in seinem Senior-Jahr als Quarterback für die Schulmannschaft Storm. Für seine Leistungen auf dieser Position wurde er 2016 als High School Conference MVP ausgezeichnet und in das zweite High School All-Metro Team gewählt.
Nach seinem Schulabschluss immatrikulierte er sich an der Coastal Carolina University in South Carolina und spielte fortan für die CCU Chanticleers als Safety sowie als Punt Returner. Seine erste College-Saison setzte er zunächst noch als Redshirt aus. In seinen anschließenden vier Jahren an der CCU konnte er insgesamt 93 Solo-Tackles, fünf Interceptions und zwei Forced Fumbles für sich verzeichnen. Außerdem gewann er 2021 mit den Chanticleers das bisher einzige Bowl Game in der Footballgeschichte der CCU.
Zwar meldete sich Spillum für den NFL Draft 2022 an, wurde allerdings von keinem der 32 Teams ausgewählt. Nach dem Draft wurde er als Undrafted Free Agent von den Green Bay Packers zu deren Rookie Minicamp eingeladen, aber nach zwei Tagen wieder entlassen. Kurz darauf wurde er ebenso von den Tampa Bay Buccaneers eingeladen, bei denen er allerdings auch nicht überzeugen konnte.
| Jahr                          | Team                          | Spiele | Tackles | Tackles | Tackles | Tackles | Tackles | Passverteidigung | Passverteidigung | Passverteidigung | Passverteidigung | Fumbles | Fumbles | Fumbles |
| Jahr                          | Team                          | Spiele | Total   | Solo    | Ast     | TFL     | Sack    | INT              | Yds              | TD               | PD               | FF      | FR      | TD      |
| ----------------------------- | ----------------------------- | ------ | ------- | ------- | ------- | ------- | ------- | ---------------- | ---------------- | ---------------- | ---------------- | ------- | ------- | ------- |
| NCAA Division I               |                               |        |         |         |         |         |         |                  |                  |                  |                  |         |         |         |
| 2018                          | Coastal Carolina Chanticleers | 5      | 17      | 10      | 7       | 0       | 0       | 0                | 0                | 0                | 0                | 1       | 0       | 0       |
| 2019                          | Coastal Carolina Chanticleers | 8      | 35      | 14      | 21      | 1,5     | 0       | 1                | 19               | 0                | 1                | 0       | 0       | 0       |
| 2020                          | Coastal Carolina Chanticleers | 12     | 61      | 40      | 21      | 1,5     | 0       | 4                | 101              | 0                | 4                | 1       | 2       | 0       |
| 2021                          | Coastal Carolina Chanticleers | 13     | 64      | 29      | 35      | 2,0     | 0       | 0                | 0                | 0                | 5                | 0       | 0       | 0       |
| College Gesamt                | College Gesamt                | 38     | 113     | 93      | 84      | 5,0     | 0       | 5                | 120              | 0                | 10               | 2       | 2       | 0       |
| Quellen: sports-reference.com |                               |        |         |         |         |         |         |                  |                  |                  |                  |         |         |         |

### Europa
Noch in der laufenden Saison 2022 der German Football League (GFL) ging Spillum nach Europa, wo er von den Schwäbisch Hall Unicorns unter Vertrag genommen wurde. In fünf Spielen machte er 21 Solo-Tackles und fing im German Bowl eine Interception ab. In diesem Jahr gewann er mit den Unicorns darüber hinaus den deutschen Meistertitel.
Für die Saison 2023 wechselte Spillum in die European League of Football (ELF) und unterschrieb einen Einjahresvertrag bei Berlin Thunder.
| Jahr                                            | Team                     | Spiele | Tackles | Tackles | Tackles | Tackles | Tackles | Passverteidigung | Passverteidigung | Passverteidigung | Passverteidigung | Fumbles | Fumbles | Fumbles |
| Jahr                                            | Team                     | Spiele | Total   | Solo    | Ast     | TFL     | Sack    | INT              | Yds              | TD               | PD               | FF      | FR      | TD      |
| ----------------------------------------------- | ------------------------ | ------ | ------- | ------- | ------- | ------- | ------- | ---------------- | ---------------- | ---------------- | ---------------- | ------- | ------- | ------- |
| German Football League                          |                          |        |         |         |         |         |         |                  |                  |                  |                  |         |         |         |
| 2022                                            | Schwäbisch Hall Unicorns | 05 1   | 27      | 21      | 6       | 1       | 0       | 1                | 0                | 0                | 3                | 0       | 0       | 0       |
| GFL Gesamt                                      | GFL Gesamt               | 05 1   | 27      | 21      | 6       | 1       | 0       | 1                | 0                | 0                | 3                | 0       | 0       | 0       |
| European League of Football                     |                          |        |         |         |         |         |         |                  |                  |                  |                  |         |         |         |
| 2023                                            | Berlin Thunder           | 11     | 49      | 28      | 21      | 0       | 0       | 5                | 168              | 0                |                  | 1       | 2       | 0       |
| ELF Gesamt                                      | ELF Gesamt               | 11     | 49      | 28      | 21      | 0       | 0       | 5                | 168              | 0                |                  | 1       | 2       | 0       |
| Quellen: stats.gfl.info, sportsmetrics.football |                          |        |         |         |         |         |         |                  |                  |                  |                  |         |         |         |

| Jahr                            | Team           | Spiele | Tackles | Tackles | Tackles | Tackles | Tackles | Passverteidigung | Passverteidigung | Passverteidigung | Fumbles | Fumbles | Fumbles |
| Jahr                            | Team           | Spiele | Total   | Solo    | Ast     | TFL     | Sack    | INT              | Yds              | TD               | FF      | FR      | TD      |
| ------------------------------- | -------------- | ------ | ------- | ------- | ------- | ------- | ------- | ---------------- | ---------------- | ---------------- | ------- | ------- | ------- |
| European League of Football     |                |        |         |         |         |         |         |                  |                  |                  |         |         |         |
| 2023                            | Berlin Thunder | 1      | 3       | 1       | 2       | 0       | 0       | 0                | 0                | 0                | 0       | 0       | 0       |
| ELF Gesamt                      | ELF Gesamt     | 1      | 3       | 1       | 2       | 0       | 0       | 0                | 0                | 0                | 0       | 0       | 0       |
| Quellen: sportsmetrics.football |                |        |         |         |         |         |         |                  |                  |                  |         |         |         |